# Salpalinjen

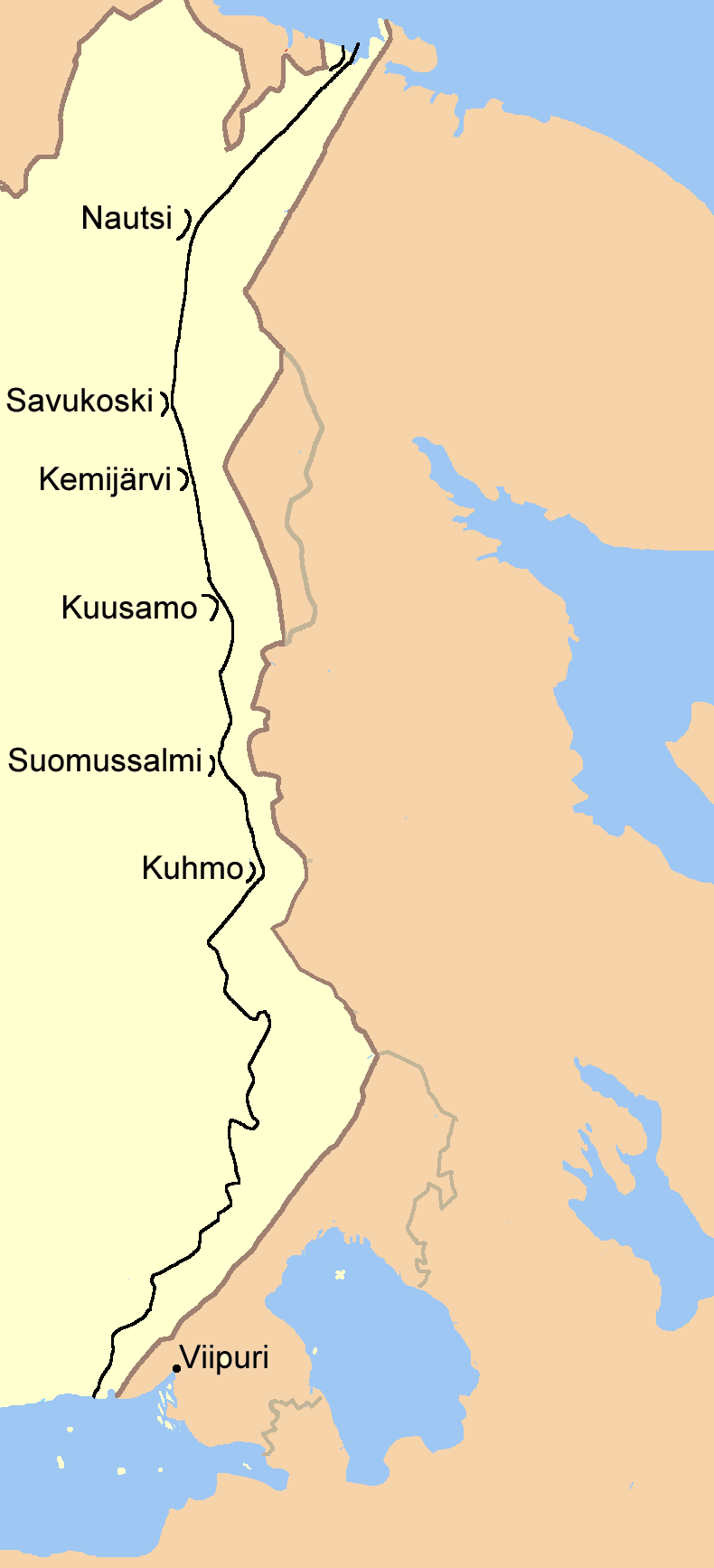
Salpalinjen

Salpalinjen (finska: Suomen Salpa, "Finlands lås") är en bunkerlinje vid Finlands östra gräns. Den byggdes under mellanfreden, mellan Vinterkriget och Fortsättningskriget, under andra världskriget.
Salpalinjen var omkring 1.200 kilometer lång och sträckte sig från Finska viken i söder till Nellim i Ivalo i norr. Linjen kom aldrig att användas i krig, eftersom den sovjetiska offensiven 1944 stoppades vid VKT-linjen på det Karelska näset.
Gustaf Mannerheim, då överbefälhavare, tog i mars 1940 efter Moskvafreden initiativ till att befästa den nya gränsen mot Ryssland i sydost mellan Klamila, öster om Fredrikshamn, och sjön Kivijärvi i Luumäki. Ansvarig för projektet blev generalmajoren Edvard Hanell. När arbetsstyrkan var som störst i mars 1941, var omkring 35.000 man engagerade. På försommaren 1941, inför Fortsättningskriget, var sträckan mellan Finska viken och Saimen i sin första linje nästan klar. En bakre linje byggdes också där mellan Fredrikshamn och Taavetti, med hinder och skyddsrum.
728 permanenta försvarsanläggningar och inemot 3.000 fältbefästningar av trä kom att färdigställas under krigsåren fram till 1944. I fältarbetet ingick också ett system av dammar för att lägga stora områden söder om Salpausselkä under vatten.

## Museer
Salpalinjens museum(fi) invigdes 1987 i Miehikkälä kommun. Väster om Virojoki finns också Vederlax bunkermuseum.

## Bildgalleri

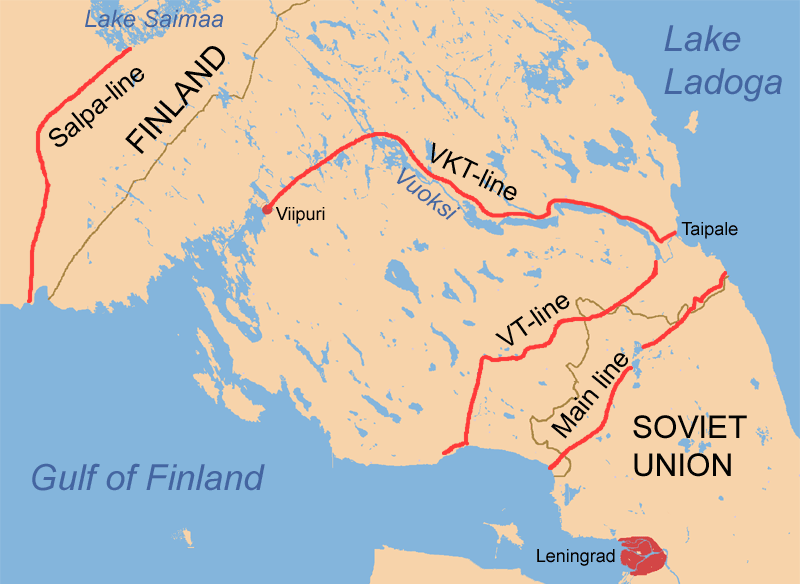
Befästningslinjer på Karelska näset
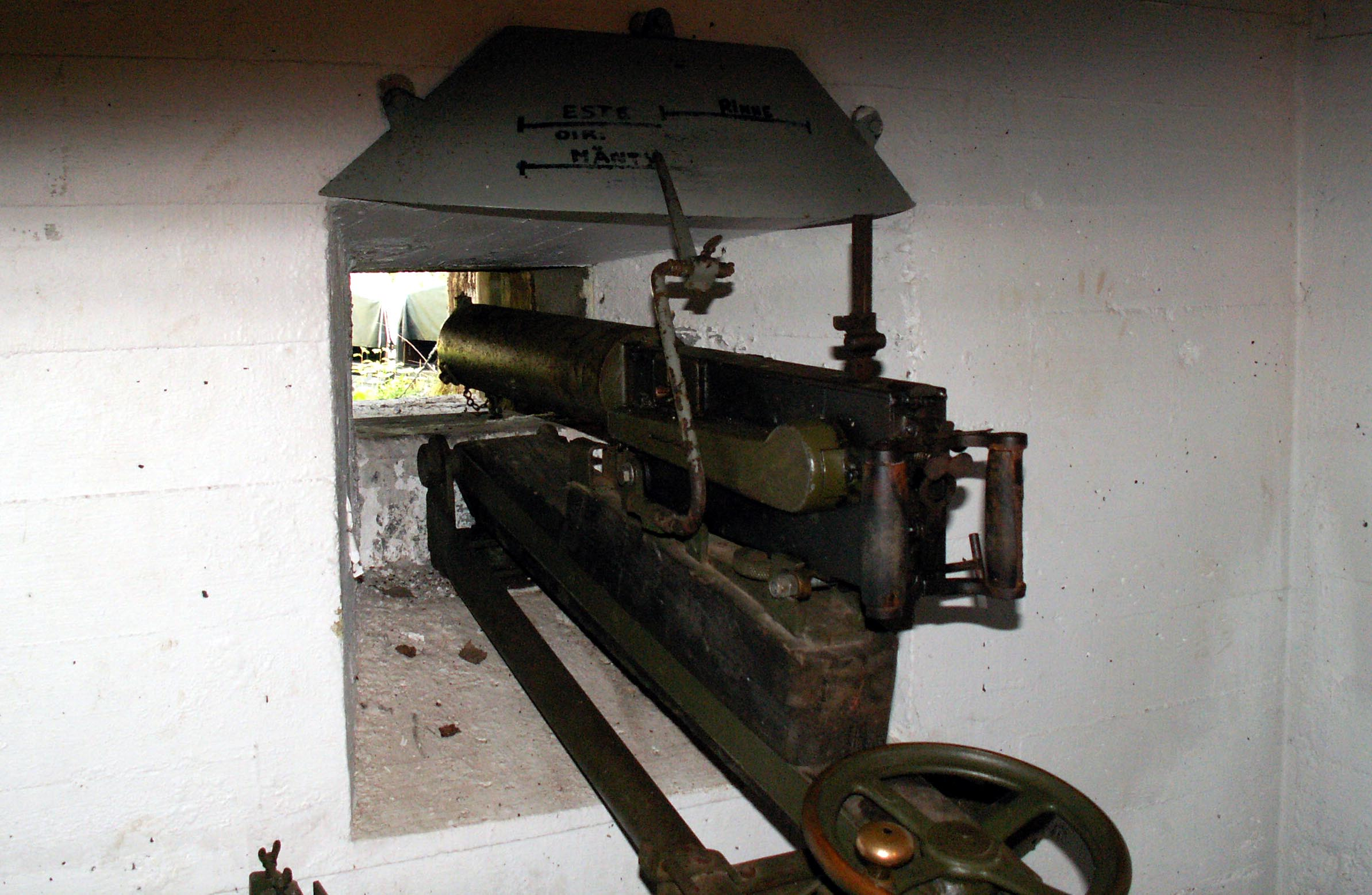
Maximkulspruta i skyttevärn, Salpalinjens museum
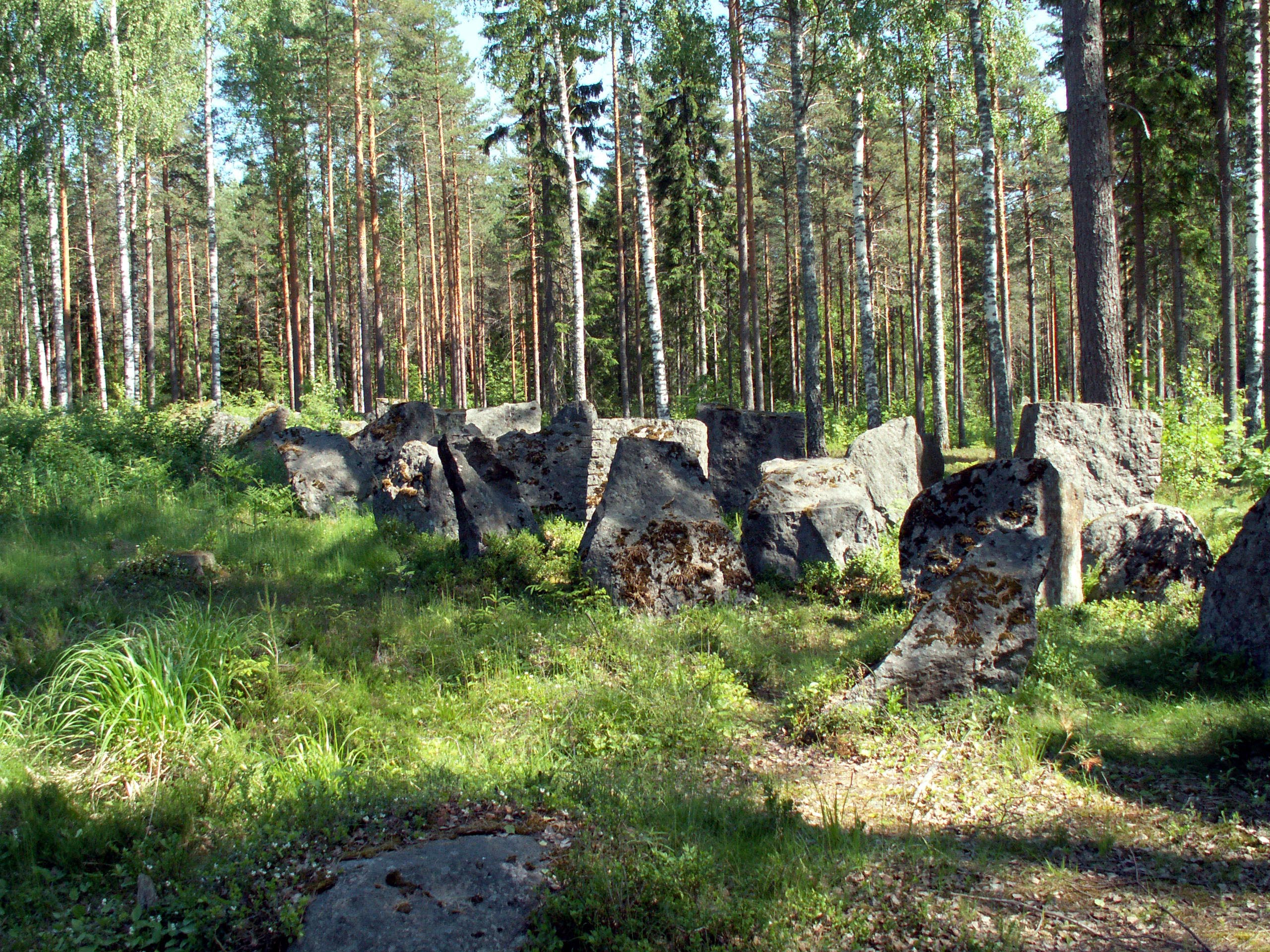
Stridsvagnshinder i Miehikkälä
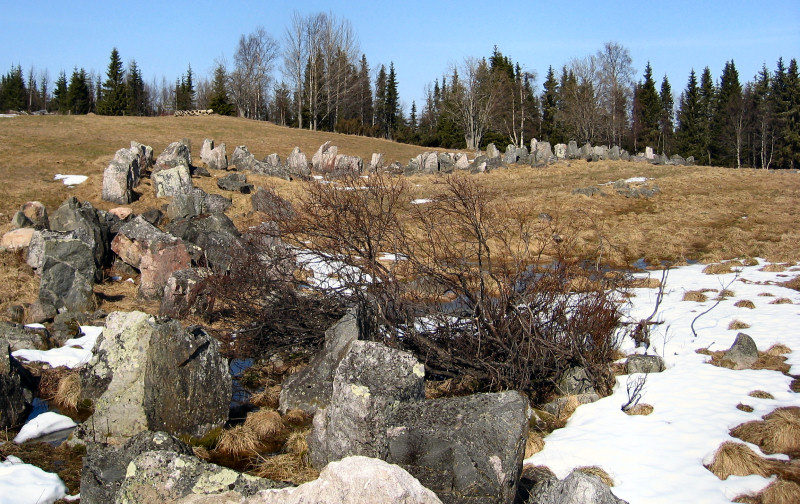
Stridsvagnshinder i Aholanvaara vid Salla
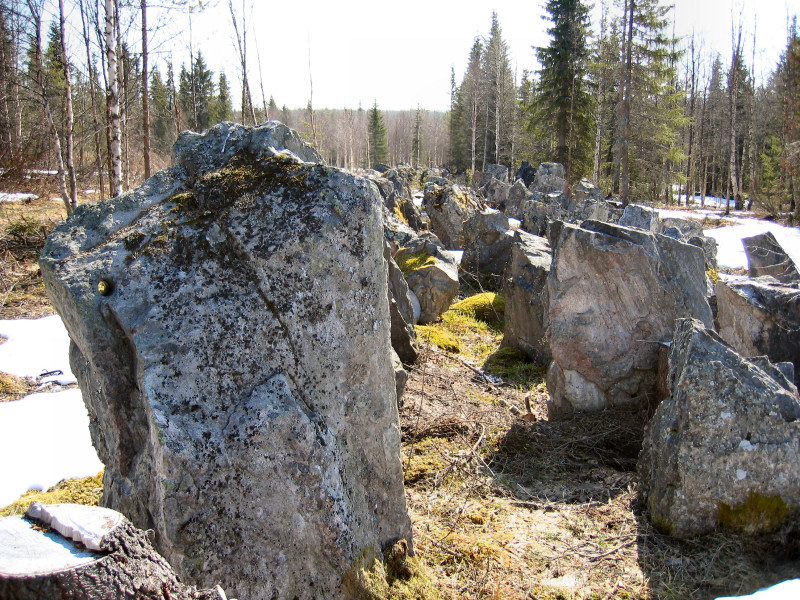
Närbild av stridsvagnshindren i Aholanvaara vid Salla